# Monnaie de Saint-Pétersbourg
La monnaie de Saint-Pétersbourg (Санкт-Петербургский монетный двор) est une Monnaie nationale russe, située à Saint-Pétersbourg, et fondée en 1724 par Pierre le Grand.
Ses bâtiments sont situés dans la forteresse Pierre-et-Paul.

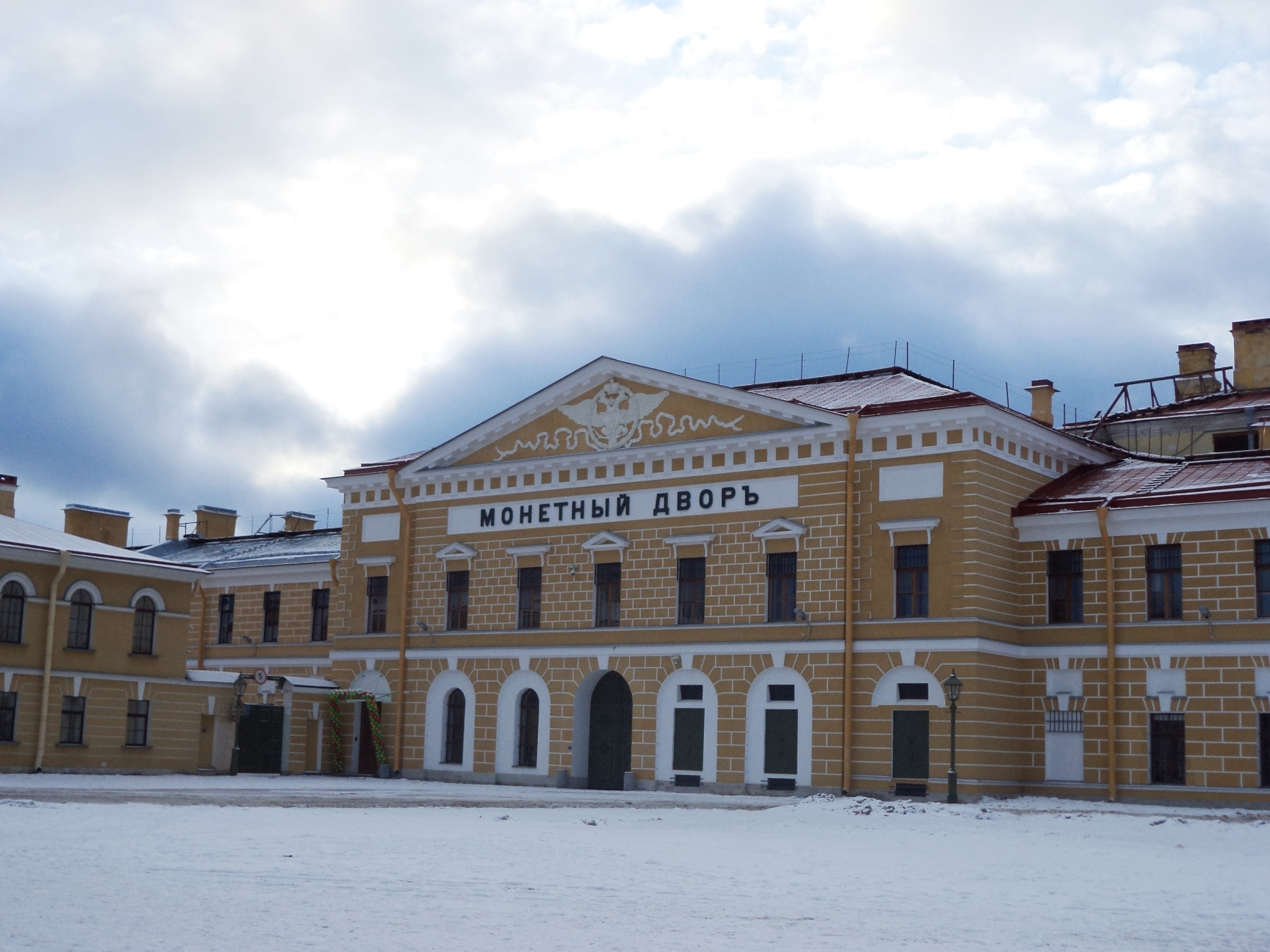
Bâtiment de la Monnaie de Saint-Pétersbourg (architecte Antonio Porto, 1798—1806)